# Хера Бьорк
Хера Бьорк (на исландски: Hera Björk), е исландска певица, която представя Исландия на Евровизия 2010 с песента „Je ne sais quoi“ в Осло.